# 卡沃羅霍

Gran Escudo de la Ciudad Autónoma de San Miguel de Cabo Rojo

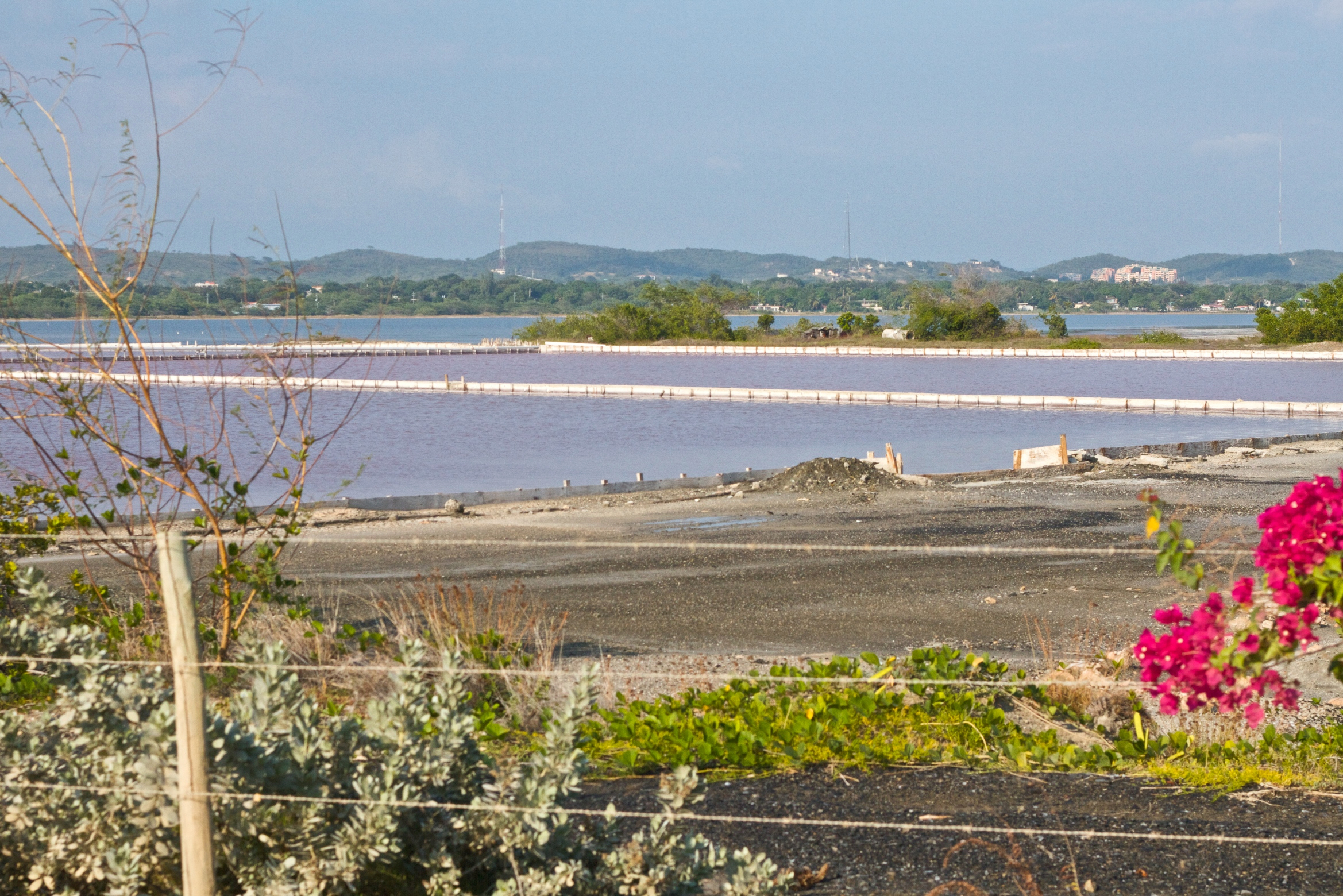

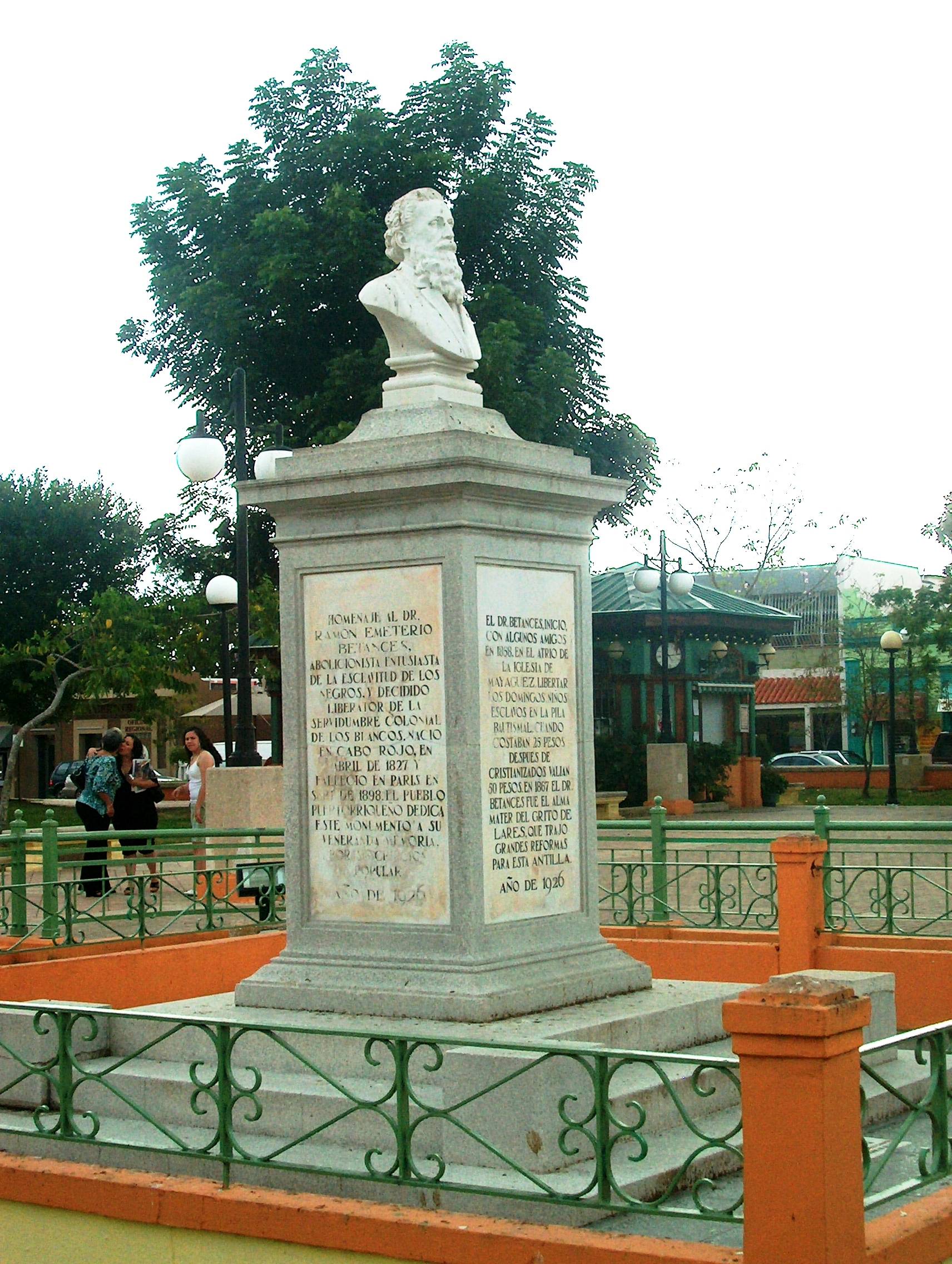

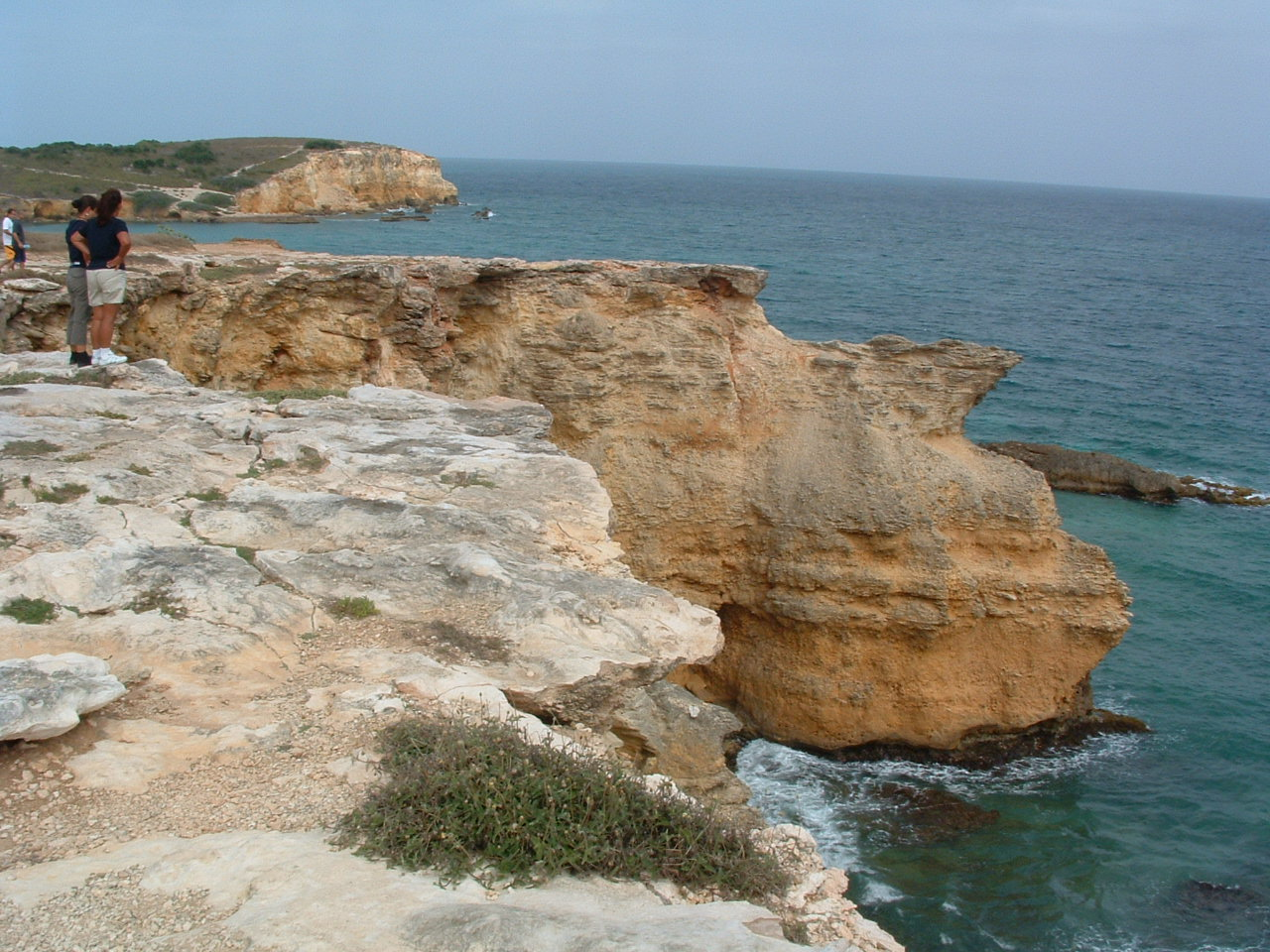

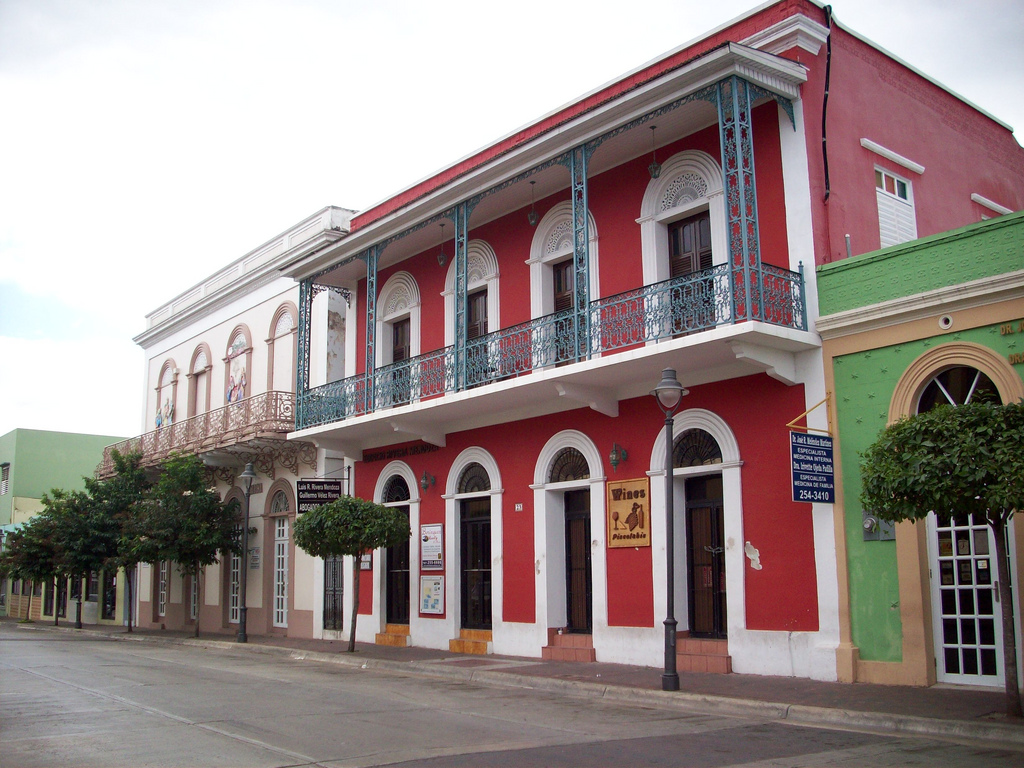

卡沃羅霍（西班牙語：Cabo Rojo）是波多黎各的城鎮，位於該國西南部，始建於1771年12月17日，面積459平方公里，主要經濟活動是旅遊業，2010年人口50,917，人口密度每平方公里257人。

## 外部連結
- Cabo Rojo Puerto Rico（页面存档备份，存于）
- Cabo Rojo and its barrios, United States Census Bureau, 2000